# That Lady
That Lady (bra: A Favorita de Felipe II) é um filme britânico-espanhol de 1955, do gênero drama romântico-histórico, dirigido por Terence Young, estrelado por Olivia de Havilland e Gilbert Roland, e co-estrelado por Paul Scofield, Françoise Rosay e Dennis Price. O roteiro de Sy Bartlett e Anthony Veiller foi baseado no romance homônimo de 1946, de Kate O'Brien.

## Sinopse
Ana de Mendoza (Olivia de Havilland) é uma princesa fanfarrona e espadachim que perdeu um olho em um duelo defendendo a honra de seu rei, Filipe II de Espanha (Paul Scofield). Mais tarde, Filipe despacha Ana para se casar com Maria I, a rainha da Inglaterra, e faz sua defensora casar com um nobre idoso, que morreu, deixando-a viúva. Posteriormente, ele pede a Ana de Mendoza para ajudá-lo transformar o plebeu Antonio Perez (Gilbert Roland) em seu primeiro secretário. Quando Ana e Antonio se apaixonam, o rei desaprova a situação, o que faz os problemas e complicações começarem a aparecer.

## Elenco
- Olivia de Havilland como Ana de Mendoza
- Gilbert Roland como Antonio Perez
- Paul Scofield como Rei Filipe II da Espanha
- Françoise Rosay como Bernardine
- Dennis Price como Mateo Vasquez
- Anthony Dawson como Don Inigo
- Robert Harris como Cardinal
- Peter Illing como Diego
- José Nieto como Don Juan de Escobedo
- Christopher Lee como Capitão
- Ángel Peralta como Toureiro
- Fernando Sancho como Diego
- Andy Shine como Little Fernando

## Produção
Filmado na Inglaterra com locações na Espanha, o filme apresenta filmagens em CinemaScope de áreas de campo espanholas e dos castelos renascentistas. "That Lady" foi um dos primeiros trabalhos de direção de Terence Young, que dirigiu três filmes de James Bond: "Dr. No" (1962), "From Russia with Love" (1963) e "Thunderball" (1965). Christopher Lee aparece em um pequeno papel, como o Capitão da Guarda.
Young tentou fazer com que Greta Garbo estrelasse o filme, mas não obteve sucesso. Vivien Leigh estava interessada, mas devido à sua saúde e o início de uma tuberculose, sua escalação se tornou impossível. Olivia de Havilland foi a terceira escolha para o filme.
Diversas partes do filme foram filmadas em Segóvia, na Espanha.

## Adaptações
O romance também foi produzido como uma peça teatral em 1949, estrelada por Katharine Cornell como Ana, Henry Daniell como Filipe II e Torin Thatcher como Antonio.

## Prêmios e indicações
| Ano  | Cerimônia     | Categoria             | Indicado      | Resultado |
| ---- | ------------- | --------------------- | ------------- | --------- |
| 1956 | Prêmios BAFTA | Melhor ator revelação | Paul Scofield | Venceu    |